# I. Mehmed oszmán szultán
I. Mehmed, más írásmóddal Mohammed (Bursa, 1374 – Drinápoly, 1421. május 26.) amasziai részuralkodó 1402-től 1413-ig, oszmán szultán 1413-tól haláláig. Miután egyesítette az Oszmán Birodalmat, sikerrel újjászervezte azt.
I. Bajazid oszmán szultán egyik fia volt. Miután Timur Lenk az ankarai csatában legyőzte és fogságba ejtette Bajazidot, polgárháború tört ki a birodalomban. Ezt az időszakot oszmán interregnumnak nevezzük. Mehmed segítette Musza testvérét, hogy meggyilkolja a legidősebb testvért, Szulejmánt – ez 1410-ben sikerült, és utána Mehmed a Bizánci Birodalommal szövetkezett, hogy legyőzhesse Muszát. Amikor teljesen átvette a hatalmat, birodalmának területe csak az ankarai csata előtti fele volt. Fővárosát Bursából Adrianopoliszba (Drinápolyba, mai nevén Edirnébe) tette át, majd gyorsan elfoglalta Albániát és Kilikiát. Ismét (1416-ban) hűbéresévé tette Havasalföldet, de flottája vereséget szenvedett Velencétől.
Mivel szövetségben volt II. Manuél bizánci császárral, őt atyának és protektornak ismerte el, ami hatalmas diplomáciai sikernek számított a Bizánci Birodalom számára abban az időben.
Mehmed 9 évnyi egyeduralkodás után, 47 évesen 1421. május 26-án halt meg. A trónon fia, II. Murád követte.